# Loreto Grande
Loreto Grande (Villavallelonga, 20 aprile 1878 – Villavallelonga, 5 luglio 1965) è stato un botanico e naturalista italiano.

## Biografia
Conclude gli studi ginnasiali cambiando varie scuole, dal Liceo di Avezzano a quello di Tivoli e infine a quello di Arpino. Si iscrive alla Facoltà di Medicina dell'Università di Napoli, guadagnandosi la stima e l'amicizia del botanico Michele Guadagno. Nel 1903, a soli 25 anni, redige la sua prima pubblicazione scientifica, il Primo contributo alla flora di Villavallelonga nella Marsica, che appare sul Nuovo giornale botanico italiano. Questa pubblicazione gli apre le porte dell'Orto Botanico di Napoli, dove resterà fino al 1942.
Tra il 1904 e il 1932 pubblica numerose divulgazioni scientifiche, per lo più relative alla flora mediterranea e alle rettifiche dell'Index Kewensis, scoprendo numerose nuove specie di piante, in particolare della famiglia delle spermatofiti. Assorbito dai propri lavori di ricerca trascura il conseguimento del titolo accademico.
Nel 1942 lascia volontariamente l'impiego per ritirarsi nel paese natale, dove si impegna nella difesa del paese dalle distruzioni belliche e nell'amministrazione comunale. Dona al Parco Nazionale d'Abruzzo le proprie raccolte ed il proprio erbario. Il comune di Villavallelonga gli intitola l'orto botanico, una via e inaugura un suo busto commemorativo. Nel 2008, il comune di Villavallelonga gli dedica un convegno di studi dal quale prenderà avvio la costituzione, per iniziativa del Comune, della Fondazione intitolata a suo nome.
| Grande è l'abbreviazione standard utilizzata per le piante descritte da Loreto Grande. Consulta l'elenco delle piante assegnate a questo autore dall'IPNI. |